# Ceratosolen ramirezi
Ceratosolen ramirezi is een vliesvleugelig insect uit de familie vijgenwespen (Agaonidae). De wetenschappelijke naam is voor het eerst geldig gepubliceerd in 1991 door Wiebes.